# The Málaga Electricity Company
The Málaga Electricity Company Limited (también llamada popularmente "la inglesa") fue una empresa de energía eléctrica de capital británico que operó durante los últimos años del siglo XIX y las primeras décadas del siglo XX en la ciudad de Málaga, España.

## Historia
Fundada en 1895 por Francisco W. Bernard, la empresa se instaló en la zona de La Malagueta, donde se construyó una fábrica de luz eléctrica, siendo su inauguración un gran acontecimiento en la ciudad. El edificio fue diseñado por Fernando Guerrero Strachan, aunque del mismo sólo queda en pie una chimenea de 42 metros de altura, de la que no hay constancia de si fue obra de Guerrero Strachan o, por el contrario, fue construida en Alemania y llevada a Málaga pieza a pieza.
En sus orígenes la empresa se dedicó en exclusiva al suministro de electricidad a viviendas privadas, debido a la competencia de la empresa Fiat Lux, de capital alemán y muy bien establecida en la ciudad. Posteriormente, la empresa abrió un establecimiento en calle Larios y lentamente fue abriéndose paso en el mercado del alumbrado público y de maquinaria.
Las interrupciones del suministro eran constantes y los clientes no tenían derecho a reclamar. Los clientes sólo podían pagar en monedas de plata y estaban sujetos a inspecciones periódicas que a veces se llevaban a cabo durante la noche, con el fin de controlar las condiciones de horario de uso y el número de lámparas permitidas por la empresa.
La fábrica funcionaba a base de vapor y carbón importado de Gran Bretaña y contaba con una red de distribución compuesta por transformadores de alta tensión ubicados bajo las aceras y que se extendía por varias zonas de la ciudad. Así, desde La Malagueta partía una línea en dirección norte a través de La Caleta, La Coracha y calle Alcazabilla hasta la plaza del General Torrijos; hacia el oeste partía otra línea atravesando el Parque, la Alameda y el puente de Tetuán, desde donde se dividía en dos para dirigirse hasta Gamarra y Huelin; y otra línea en dirección este siguiendo la línea de la costa hasta 1.5 km de distancia. Con el paso del tiempo se añadieron nuevos transformadores para abastecer al centro, para lo que se creó una nueva línea desde Puerta del Mar hasta la plaza del General Torrijos a través de calle Nueva, la plaza del Siglo y calle Granada.
Los primeros años del siglo XX fueron de expansión y en ocasiones, la "inglesa" - como se llamaba popularmente a la empresa - no pudo hacer frente a la demanda, por lo que tuvo que recurrir a la Sociedad Hidroeléctrica del Chorro. Durante la Primera Guerra Mundial el carbón inglés era imposible de conseguir y el español, demasiado caro para ser rentable. Además, debido a la guerra, había pocos barcos disponibles para su transporte. Por estos motivos la empresa tuvo que hacer frente a numerosas pérdidas y fue finalmente absorbida por la Sociedad Eléctrica Malagueña, filial de la Sociedad Hidroeléctrica del Chorro, en 1921.